# Маленькая мисс Счастье
«Маленькая мисс Счастье» (англ. Little Miss Sunshine — букв. «Маленькая мисс Солнечное сияние») — американский трагикомедийный роуд-муви 2006 года, снятый Джонатаном Дэйтоном и Валери Фарис (в их режиссёрском дебюте) по сценарию Майкла Арндта. В фильме снялся ансамбль актёров, состоящий из Грега Киннера, Стива Карелла, Тони Коллетт, Пола Дано, Эбигейл Бреслин и Алана Аркина, все из которых играют членов неблагополучной семьи, берущих младшую (Бреслин) на участие в детском конкурсе красоты. Фильм был произведен Big Beach Films с бюджетом в 8 миллионов долларов США. Съёмки начались 6 июня 2005 года и проходили в течение 30 дней в Аризоне и Южной Калифорнии.
Премьера фильма состоялась на кинофестивале «Сандэнс» 20 января 2006 года, а права на его распространение были куплены Fox Searchlight Pictures по одной из самых крупных сделок в истории фестиваля. Фильм вышел в ограниченный прокат в США 26 июля 2006 года и был расширен до более широкого проката, начиная с 18 августа 2006 года.
Фильм Маленькая мисс Счастье имел кассовый успех, заработав 101 миллион долларов. Он получил похвалу критиков за свою игру (особенно Бреслин и Аркин), а также за режиссуру, сценарий и юмор. Он получил 4 номинации на 79-й церемонии вручения премии «Оскар», включая «Лучший фильм». Арндт и Аркин выиграли «Лучший оригинальный сценарий» и «Лучшая мужская роль второго плана» соответственно, а Бреслин была номинирована на «Лучшую женскую роль второго плана». Он также получил премию «Независимый дух» за лучший фильм и премию Гильдии киноактёров за лучший актёрский состав в игровом кино, а также получил множество других наград.

## Сюжет
Семилетняя девочка по имени Олив Хувер — самый маленький и самый неуклюжий член весьма пёстрой семьи Хуверов, состоящей из отца семейства Ричарда, матери Шэрил, брата Олив Дуэйна, дедушки Эдвина и, по случайности, брата Шэрил Фрэнка.
Фильм начинается с приезда Шэрил в больницу, где она забирает своего брата Фрэнка после его неудавшейся попытки самоубийства. Фрэнк сидит в инвалидной коляске, и взгляд его устремлён в никуда; Шэрил обнимает брата сзади и со слезами в голосе говорит, что очень рада его видеть. «Ну хоть кто-то из нас рад», — мрачно отвечает Фрэнк. Также зрителю показывают Ричарда в полупустой аудитории, преподающего свою теорию «девяти шагов успеха». Свою теорию он пытается применить и на своих детях, постоянно рассуждая о неудачниках и победителях. Мы видим и Олив, на перемотке просматривающую эпизод телепередачи, в котором объявляют королеву красоты, и девушка-победительница радостно всплёскивает руками. Олив старательно повторяет её жесты. Дедушка, запершись в комнате, делает себе две героиновые дорожки и вынюхивает их.
Шэрил привозит брата в свой дом. Шэрил заходит в комнату своего сына и сообщает ему, что Фрэнк временно поживёт с ним. Дуэйн отвечает молчанием. Выясняется, что сын девять месяцев назад перестал разговаривать со всеми, занят чтением Фридриха Ницше и аскетичными занятиями спортом. Шэрил тем временем созывает всех на ужин — большое ведёрко жареных куриных ножек, «Спрайт» из пластмассовых стаканов, а на десерт что-то неопределённое в коробке из холодильника. Во время ужина Дедушка начинает ругаться о том, что вчера курица, и сегодня курица. Олив тем временем замечает забинтованные запястья Фрэнка и спрашивает, что произошло. Фрэнк рассказывает свою историю: одно время назад он был ведущим специалистом Америки по Марселю Прусту, однажды влюбился в одного юношу, но тот не ответил ему взаимностью, зато ответил взаимностью сопернику Фрэнка по изучению Пруста. Не сдержавшись, Фрэнк публично довольно резко высказался по этому поводу, из-за чего разом лишился своего статуса в университете.
Ричард тем временем упоминает о некоем сообщении на автоответчике, оставленном их знакомой по местному детскому конкурсу красоты, на котором Олив заняла второе место. Олив с криком несётся к телефону, Шэрил, улыбаясь, за ней. В сообщении женский голос говорит о том, что победительница того конкурса дисквалифицирована из-за приёма таблеток для похудения и что Олив может поехать участвовать в конкурсе «Маленькая мисс Счастье» в Калифорнии в ближайшее воскресенье. Олив издаёт истошный визг и начинает бегать по квартире, собирать вещи в свой рюкзачок. В результате коротких переговоров семья решает ехать в полном составе на своём жёлтом фургончике «Volkswagen T2».
Почти сразу после начала их путешествия в фургоне ломается сцепление. Автомеханик советует им останавливаться впредь только на пригорках, чтобы потом, толкая машину, трогаться на ходу. Впоследствии семья не раз будет занята именно такого рода занятием.
Это не единственное происшествие с семьёй Хуверов по ходу их поездки на конкурс «Маленькая мисс Счастье». В одном из придорожных кафе Шэрил разрешает всем сделать заказ в пределах 4 долларов, и Олив заказывает себе мороженое с вафлями. Ричард говорит дочери, что жир, содержащийся в мороженом, теперь будет накапливаться в её теле, а королевы красоты не бывают толстыми. Поддержку Олив находит у Дедушки, который заявляет, что она красавица, и он любит её только поэтому, а «вовсе не из-за её ума и доброй души». Олив плачет и говорит, что боится разочаровать папу, который ненавидит неудачников. Тем временем, остановившись в мотеле на ночлег, Ричард узнаёт, что его книга не будет опубликована из-за того, что она никому не нужна. Он решительно едет к своему партнёру, который лишь подтверждает ему, что из «девяти шагов успеха» ничего не получится. Ранним утром в комнату родителей входит заспанная Олив и говорит им, что Дедушка не хочет просыпаться.
В больнице, куда они отвозят Дедушку, Шэрил плачет и говорит детям, что семья должна быть вместе в такую трудную минуту. Дуэйн пишет в блокноте записку Олив, чтобы та обняла маму. Доктор сообщает семье, что спасти Дедушку не удалось. После решения во что бы то ни стало успеть выступить на конкурсе, потому что дедушка хотел этого, а также короткой перепалки с дамой, занимающейся оформлением тел умерших, семья вытаскивает и прячет тело Дедушки в багажнике фургона и уезжает.
По дороге от больницы у фургона вдруг ломается сигнал, и гудок начинает беспричинно и бессистемно издавать очень смешные звуки. Это привлекает внимание полицейского, который останавливает фургон, и замечая странное поведение Ричарда, требует от него открыть багажник, в котором лежит тело. Ричард открывает багажник, и оттуда выпадают брошенные поверх Дедушки порножурналы, купленные Фрэнком по дедушкиной же просьбе — несколько деду, а один гей-журнал — для Фрэнка. Не обращая внимания на тело, полицейский начинает похотливо листать журналы. Гей-журнал отправляется Ричарду, остальные он забирает с собой и уезжает.
Тем временем Олив тестирует зрение Дуэйна. Зрение оказывается стопроцентным, однако когда доходит до теста на дальтонизм, обнаруживается, что он не различает цвета. Фрэнк заявляет ему, что он может распрощаться с карьерой лётчика. Дуэйн, словно в приступе тошноты зажав рот, выскакивает из фургона и кричит громкое «Fuck!», а затем с рыданиями выкрикивает оскорбления выстроившейся на обочине семье. Матери не удаётся уладить ссору, и к Дуэйну, отказывающемуся продолжить путь и усевшемуся на земле, отправляется Олив, которая ласково обнимает его, на что брат, успокоившись, встаёт и говорит, что нужно ехать дальше, иначе они не успеют.
Свернув не на ту развязку, семья на три минуты опаздывает к регистрации участниц конкурса. Дама-регистратор сперва отказывает им, но Ричард становится перед ней на колени, и сотрудник-компьютерщик, завидев это, говорит, что ему несложно внести Олив в компьютерную базу. После этого Олив видит Мисс Калифорнию, подписывающую всем желающим свои фотографии. Олив подходит и спрашивает, любит ли Королева красоты мороженое. Та отвечает, что да, особенно вишнёво-шоколадное. Вдохновлённая, Олив уходит готовиться с матерью за кулисы. Все остальные конкурсантки оказываются густо накрашенными девочками, похожими на кукол в помпезных дорогих платьях. Олив тут словно «белая ворона», она надевает спортивные штаны на липучках, длинный красный галстук под несоразмерным жилетом и чёрный котелок, для конкурса талантов.
C начала выступления Ричард обнаруживает, что Олив совершенно не вписывается в картину конкурса своей естественностью и наивностью. Он вместе с сыном и Фрэнком, которые тоже в ужасе от происходящего, пытается отговорить Шэрил выпускать дочку на сцену на всеобщее посмешище. Мать решает, что Олив должна осуществить свою и дедушкину мечту.
Выступление девочки ввергает всех присутствующих в ступор. Олив под музыку Super Freak (более известную по семплу U Can’t Touch This рэп-исполнителя M. C. Hammer) начинает двигаться как учил её дедушка, затем срывает с себя всю одежду, кроме купальника, и пускается в дикий беспорядочный пляс. Заметно, что Мисс Калифорния рада видеть такое выступление, как и множество сотрудников за сценой, однако состоящая из родителей остальных девочек аудитория в шоке. Леди, сидевшая на регистрации, пытается убрать Олив со сцены, то же пытается сделать и ведущий. Ему мешает Ричард, который выскакивает на сцену, чтобы сказать дочери, что она должна сойти со сцены — однако вместо этого сам начинает глупо танцевать в поддержку Олив. Вслед за ним на сцену выскакивают Дуэйн и Фрэнк, а потом и Шэрил, и впятером семья устраивает на сцене настоящий погром.
Они ничего не выигрывают, и полицейские отпускают их с условием, что они никогда не примут участия в конкурсах на территории штата Калифорния. «Я думаю, мы переживём это», — заявляет Фрэнк. Семья уезжает с парковки отеля, сбив шлагбаум.

## Персонажи фильма
- Олив Хувер в исполнении Эбигейл Бреслин — семилетняя девочка, влюблённая в конкурсы красоты и всё, что с ними связано. Настоящий центр притяжения семьи Хуверов, вечная примирительница всех и вся, любознательная и добрая.
- Шэрил Хувер в исполнении Тони Коллетт — мать семьи Хуверов, нередко не сдерживающая себя в эмоциях и вообще, кажется, находящаяся на грани срыва женщина. Часто и много курит.
- Ричард Хувер в исполнении Грега Киннира — отец семейства, повёрнутый на разработанной им же самим теории успеха, которая, по несчастью, почему-то не срабатывает с ним самим. Однако своими мыслями по поводу успешности и неудач он постоянно делится с детьми, чем лишь воспитывает в них неуверенность.
- Дуэйн Хувер в исполнении Пола Дано — 15-летний сын Шэрил от первого брака, замкнутый подросток, якобы ненавидящий даже свою семью. Читает Ницше, мечтает стать лётчиком. Дал обет молчания.
- Дедушка в исполнении Алана Аркина — отец Ричарда, страдает болтливостью и пристрастием к кокаину. При всём этом бесконечно любит Олив и помогает ей с движениями к грядущему конкурсу «Маленькая мисс Счастье». В конце первой половины фильма умирает, после чего мы случайно узнаём его имя — Эдвин Хувер.
- Фрэнк в исполнении Стива Карелла — брат Шэрил, гомосексуал. Литературовед, лучший специалист США по Прусту. Пытался покончить с собой из-за череды неудач в работе и личной жизни. Находит отдушину в общении с не менее проблемными родственниками.
- Кирби в исполнении Уоллеса Лэнгэма.

## Награды и номинации
- 2006 — приз зрительских симпатий на кинофестивале в Сан-Себастьяне (Валери Фарис, Джонатан Дэйтон)
- 2006 — приз зрительских симпатий на Стокгольмском кинофестивале (Валери Фарис, Джонатан Дэйтон)
- 2006 — три приза кинофестиваля в Токио: приз зрительских симпатий (Валери Фарис, Джонатан Дэйтон), лучший режиссёр (Валери Фарис, Джонатан Дэйтон) и лучшая актриса (Эбигейл Бреслин)
- 2007 — две премии Оскар: лучший оригинальный сценарий (Майкл Арндт) и лучшая мужская роль второго плана (Алан Аркин); а также две номинации: лучший фильм (Дэвид Френдли, Питер Сараф, Марк Тёртлтауб) и лучшая женская роль второго плана (Эбигейл Бреслин)
- 2007 — две премии BAFTA: лучший оригинальный сценарий (Майкл Арндт) и лучшая мужская роль второго плана (Алан Аркин); а также 4 номинации: лучший фильм (Дэвид Френдли, Альберт Бергер, Рон Йеркса), лучшая режиссура (Валери Фарис, Джонатан Дэйтон), лучшая женская роль второго плана (Эбигейл Бреслин и Тони Коллетт)
- 2007 — 4 премии «Независимый дух»: лучший фильм (Дэвид Френдли, Питер Сараф, Марк Тёртлтауб, Альберт Бергер, Рон Йеркса), лучшая режиссура (Валери Фарис, Джонатан Дэйтон), лучший первый сценарий (Майкл Арндт), лучшая мужская роль второго плана (Алан Аркин); а также номинация за лучшую мужскую роль второго плана (Пол Дано)
- 2007 — премия «Сезар» за лучший иностранный фильм (Валери Фарис, Джонатан Дэйтон)
- 2007 — премия Гильдии киноактеров США за лучший актерский состав, а также номинации за лучшую мужскую (Алан Аркин) и женскую (Эбигейл Бреслин) роли второго плана
- 2007 — премия Гильдии сценаристов США за лучший оригинальный сценарий (Майкл Арндт)
- 2007 — премия «Молодой актёр» лучшей молодой актрисе не старше 10 лет (Эбигейл Бреслин)
- 2007 — премия GLAAD Media Awards за лучший фильм
- 2007 — две номинации на премию «Золотой глобус»: лучший фильм — комедия или мюзикл, лучшая женская роль в комедии или мюзикле (Тони Коллетт)
- 2007 — номинация на премию «Давид ди Донателло» за лучший иностранный фильм (Валери Фарис, Джонатан Дэйтон)
- 2007 — номинация на премию Гильдии режиссёров США (Валери Фарис, Джонатан Дэйтон)
- 2007 — номинация на премию «Грэмми» за лучший саундтрек-компиляцию (Майкл Данна, DeVotchKa)
- Кинофестиваль в Сиднее (2006 год, Приз зрителей мира)